# Мателика (Равена)
Мателика је насеље у Италији у округу Равена, региону Емилија-Ромања.
Према процени из 2011. у насељу је живело 99 становника. Насеље се налази на надморској висини од 15 м.